# Leucotmemis omole
Leucotmemis omole är en fjärilsart som beskrevs av Druce 1883. Leucotmemis omole ingår i släktet Leucotmemis och familjen björnspinnare. Inga underarter finns listade i Catalogue of Life.